# Batida (bebida)
Batida é um coquetel típico da culinária do Brasil. 

## Composição
É composto geralmente por uma base alcoólica de cachaça ou vodka misturada com suco de fruta e açúcar (ou leite condensado).